# Варшавяки
Варшавяки (пол. Warszawiaki) — село в Польщі, у гміні Неджвиця-Дужа Люблінського повіту Люблінського воєводства.
Населення — 140 осіб (2011).

## Демографія
Демографічна структура станом на 31 березня 2011 року:
|          | Загалом | Допрацездатний вік | Працездатний вік | Постпрацездатний вік |
| -------- | ------- | ------------------ | ---------------- | -------------------- |
| Чоловіки | 69      | 17                 | 42               | 10                   |
| Жінки    | 71      | 15                 | 37               | 19                   |
| Разом    | 140     | 32                 | 79               | 29                   |